# Austrobaileyales
Austrobaileyales Takht. ex Reveal è un ordine di piante angiosperme del raggruppamento delle angiosperme basali.

## Tassonomia
La classificazione APG IV assegna all'ordine le seguenti famiglie:
- Austrobaileyaceae Croizat
- Trimeniaceae Gibbs
- Schisandraceae Blume

L'ordine non è contemplato dal Sistema Cronquist che assegnava le Austrobaileyacee all'ordine Magnoliales, le Schisandracee all'ordine Illiciales e le Trimeniaceae alle Laurales.